# Pepe Alemán
Pepe Alemán, seudónimo de Federico León Madriz (Cumaná, Sucre, Venezuela, 1896-Puerto España, Trinidad y Tobago Británica, 1953), fue un escritor, humorista y periodista venezolano, conocido por haber sido el autor de la primera novela de ciencia ficción publicada en Venezuela, El regreso de Eva.

## Biografía
Federico León Madriz nació en la ciudad de Cumaná en 1896. Se mudó muy joven a Caracas y allí colaboró con los periódicos La Esfera, El Nuevo Diario, y Fantoches.

## Trayectoria periodística y literaria
Según Aquiles Nazoa, poseía un programa radial dirigido a mujeres que gozaba de bastante popularidad. Así mismo, formaba parte del grupo "Tres en Uno" encargado de la redacción de la Crónica General de El Nuevo Diario, junto con Leoncio Martínez y Francisco Pimentel (conocido como Job Pim), llegado pocos años antes a Caracas para seguir estudios universitarios.
León Madriz tomará su seudónimo Pepe Alemán de una famosa esquina de Caracas, para firmar sus artículos cómicos en Fantoches, del que fue redactor desde de su fundación hasta 1932.
Para Aquiles Nazoa, junto con Blas Millán y Julio Garmendia, se encuentra "entre los escritores que reaccionaron, por los años de 1920 al 30, contra los excesos localistas y limitación temática que agobiaban el humorismo venezolano."
Su única novela, El Regreso de Eva, fue publicada por la Editorial La Esfera en 1933.

## Obra
- El regreso de Eva, 1933